# Adonner

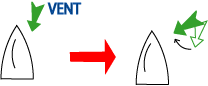

On parle d'adonner, dans le monde de la voile, quand le vent, dont la direction évolue, s'écarte de l'axe du bateau lui donnant une marche favorable. Cette rotation peut être appelée adonnante. Le contraire est refuser, ou refusante, quand le vent évolue dans un axe non favorable à la marche du bateau.